# Jiaying (socken i Kina)
Jiaying (kinesiska: 甲英, 甲英乡) är en socken i Kina. Den ligger i provinsen Sichuan, i den sydvästra delen av landet, omkring 480 kilometer väster om provinshuvudstaden Chengdu. Antalet invånare är 664. Befolkningen består av 319 kvinnor och 345 män. Barn under 15 år utgör 34 %, vuxna 15-64 år 58 %, och äldre över 65 år 6,0 %.
Genomsnittlig årsnederbörd är 685 millimeter. Den regnigaste månaden är juli, med i genomsnitt 159 mm nederbörd, och den torraste är november, med 1 mm nederbörd.